# Aaron Ramsdale
Aaron Christopher Ramsdale és un futbolista professional anglès que juga com a porter pel Southampton FC de la Premier League. És internacional amb la selecció anglesa.